# آلان جي لرنر
آلان جي لرنر (Alan Jay Lerner) (ولد في 31 من أغسطس 1918م وتوفي في 14 من يونيو 1986م) كان شاعرًا غنائيًا وواضع كلمات أوبرا أمريكيًا. أبدع بعضًا من أكثر الأعمال شعبية وبقاءً في المسرح الموسيقي في العالم لكلٍ من المسرح والسينما بالتعاون مع فريدريك لوفو (Frederick Loewe). وفاز بثلاثة جوائز توني، وثلاثة جوائز أوسكار، وذلك من بين تكريماتٍ أخرى.
بعد وفاة لرنر، أنتج بول بليك (Paul Blake) عملًا مسرحيًا ساخرًا مَبنِيًا على مؤلفات لرنر وحياته. تُعد أغنية تمامًا مثل حالة حب (Almost Like Being in Love) من بين الأعمال الموسيقية المختارة، ألفها فريدريك لوفو وبرتون لين (Burton Lane)، وأندري بريفن (Andre Previn)، وتشارلز ستروز (Charles Strouse)، وكيرت ويل (Kurt Weill). استمر العرض لمدة عشرة أيامٍ فقط في مسرح هربست (Herbst Theatre) في سان فرانسيسكو.

## كتابات أخرى
- Lerner, Alan Jay (1985). The Street Where I Live. Da Capo Press. ISBN 0-306-80602-9
- Shapiro, Doris (1989). We Danced All Night: My Life Behind the Scenes With Alan Jay Lerner. Barricade Books. ISBN 0-942637-98-4
- Jablonski, Edward (1996). Alan Jay Lerner: A Biography. Henry Holt & Co. ISBN 0-8050-4076-5
- Citron, David (1995). The Wordsmiths: Oscar Hammerstein 2nd and Alan Jay Lerner. Oxford University Press. ISBN 0-19-508386-5
- Green, Benny, Editor (1987). A Hymn to Him : The Lyrics of Alan Jay Lerner. Hal Leonard Corporation. ISBN 0-87910-109-1
- Jablonski, Edward (1998). The Making of My Fair Lady. Publisher: Mosaic Press. ISBN 0-88962-653-7

## وصلات خارجية
- آلان جي لرنر على موقع IMDb (الإنجليزية)
- آلان جي لرنر على موقع الموسوعة البريطانية (الإنجليزية)
- آلان جي لرنر على موقع ألو سيني (الفرنسية)
- آلان جي لرنر على موقع ميوزك برينز (الإنجليزية)
- آلان جي لرنر على موقع قاعدة بيانات برودواي على الإنترنت (الإنجليزية)
- آلان جي لرنر على موقع قاعدة بيانات الأفلام السويدية (السويدية)
- آلان جي لرنر على موقع إن إن دي بي (الإنجليزية)
- آلان جي لرنر على موقع ديسكوغز (الإنجليزية)
- آلان جي لرنر على موقع قاعدة بيانات الفيلم (الإنجليزية)
- آلان جي لرنر على موقع كينوبويسك (الروسية)